# Мейендорф, Феликс Казимирович
Барон Феликс Казимирович Мейендорф (нем. Friedrich Adeldagus Felix Freiherr von Meyendorff; 24 января 1834, Митава, Российская империя — 4 января 1871, Штутгарт) — дипломат, лифляндский аристократ на российской службе; зять Наместника Царства Польского, князя Михаила Дмитриевича Горчакова, племянник члена Государственного Совета Петра Казимировича Мейендорфа; статский советник, камергер.

## Биография
Происходит из древнейшего рода балтийских немцев, переселившихся в Прибалтику ещё при Альберте Буксгевдене — первом магистре ордена Меченосцев. После присоединения Лифляндии к России его предки перешли на службу русской короне, быстро выдвинулись, и в правление Анны Иоанновны уже достигли высоких должностей при дворе.
Дед Феликса Казимировича, генерал от кавалерии Казимир Иванович, был Наместником Лифляндской, а чуть позже — Выборгской губернии. Отец дослужился до полковника и вышел в отставку, чтобы обзавестись семьёй и насладиться частной жизнью не бедного, но и не богатого помещика. Отцу принадлежало родовое поместье Кляйн-Рооп, с одноимённым древним рыцарским замком, — в котором и прошли детские годы Феликса.
Какое-то время посещал лютеранскую школу при церкви Петра и Павла — старейшую в Санкт-Петербурге. Немецкий язык был для него родным; французский, — как почти и все Мейендорфы, — он усвоил в совершенстве. Знание языков позволило прочитать большинство книг в их богатой семейной библиотеке. В 1857 году, в возрасте 23-х лет, завершив образование, Феликс Казимирович начинает карьеру, получив, — нужно понимать, благодаря обширным семейным связям, — место чиновника особых поручений при князе Горчакове, Наместнике Царства Польского. И почти сразу добивается руки его девятнадцатилетней дочери — Ольги. Свадьбу сыграли в тот же год.
В следующем, 1858 году, молодожёны уже переезжают в Штутгарт, где начинающий дипломат получил свою первую должность — младшего секретаря посольства.
Через три года сам министр иностранных дел, Александр Михайлович Горчаков (заодно и троюродный дядя его жены), поручает молодому дипломату ответственное задание: не привлекая лишнего внимания, под видом досужего туриста, путешествующего на яхте, провести ряд закрытых встреч и переговоров в Риме — в окружении Папы Римского Пия IX, а если получится, — то и с самим Папой.
Судя по всему, задание было выполнено успешно, поскольку в 1863 году, в самый разгар Польского кризиса, Феликса Казимировича переводят на должность старшего секретаря российского посольства в Риме, в котором фактически он исполнял обязанности полномочного посла.

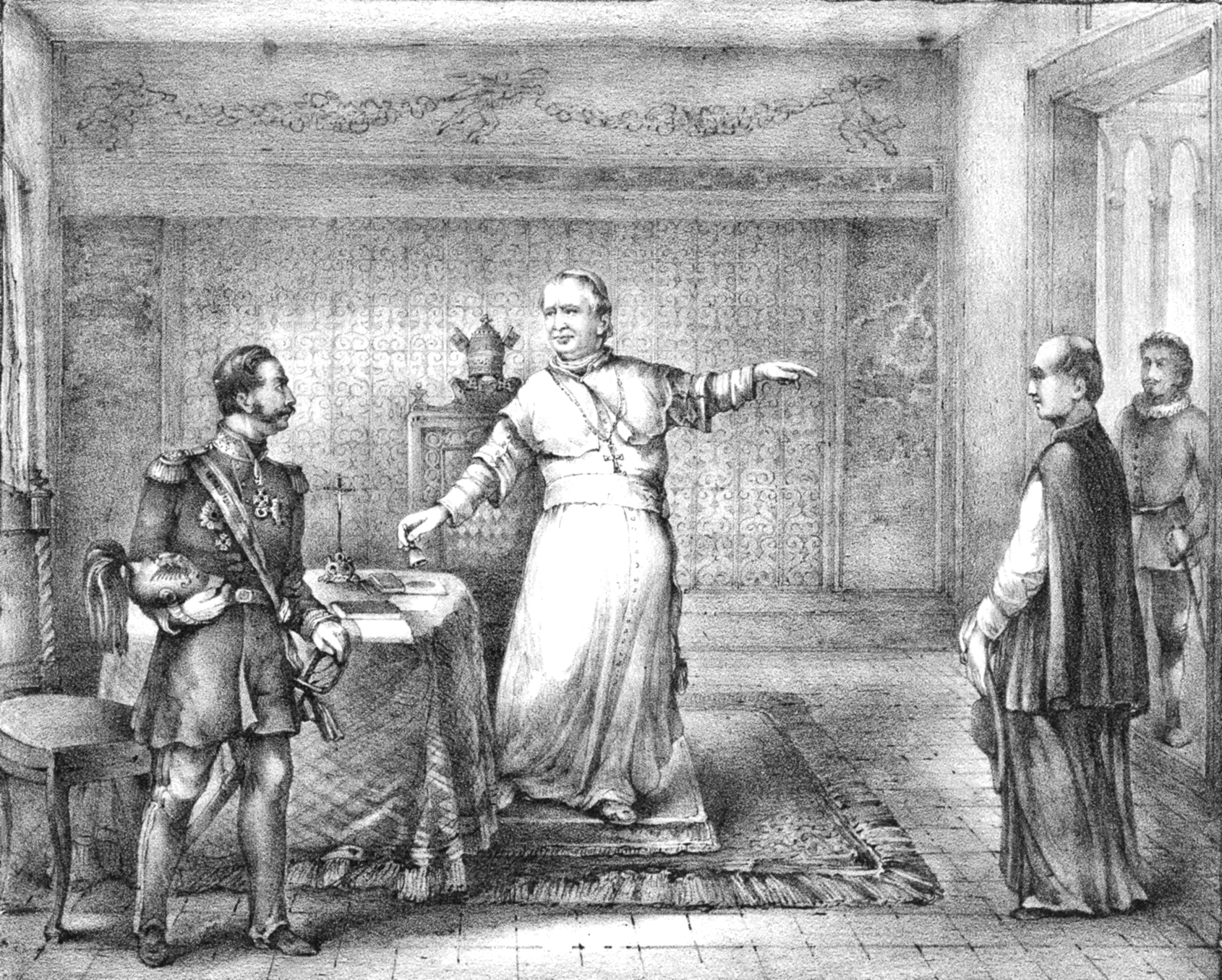
Изгнание российского посланника при Святом престоле Феликса фон Мейендорф Папой Римским Пием IX в 1864 г. за оскорбление католической веры

Ситуация была напряжённой. Разговаривать с темпераментным понтификом, мечтающим о восстановлении папского государства во всей его мощи, на фоне пылающей национальным самосознанием католической Польши было нелегко. Одна из аудиенций Феликса Мейендорфа с Папой Пием IX закончилась тем, что, после чересчур дерзких, по мнению Папы, ответов Наместнику Бога на земле, старшего секретаря российского посольства просто выставили за дверь.
17 ноября 1866 года чрезвычайно натянутые (из-за вопроса о католическом духовенстве в Польше) дипломатические отношения между Ватиканом и Российской Империей были разорваны. Однако старший секретарь российского посольства в Риме, Феликс Казимирович Мейендорф, покинул город ещё в марте.
В следующем году смелый дипломат получает демонстративное повышение, вступив в должность поверенного в делах герцогства Саксен-Веймарского. Ему едва исполнилось 32.
В виду обозначившегося вопроса об объединении Германии и надвигающегося конфликта между Пруссией и Францией, дипломатическая служба в немецких землях, — как присоединившихся к Северному союзу, так и отложивших этот шаг, — была весьма ответственной и хлопотливой. На посту посла в Веймаре Феликс Казимирович старался быть полезным в течение трёх лет. Однако в 1870-м году его таланты понадобились теперь уже в другой «горячей точке» — Великом герцогстве Баденском.
Герцогство Баденское, преимущественно протестантское, более других независимых немецких земель склонялось ко вступлению в Северный союз. На пороге войны нейтралитет Карлсруэ в разгорающемся конфликте Пруссии и Франции имел значение, и туда направили наиболее способного российского представителя, чей чистый немецкий язык, молодость и протестантское мировоззрение могли помочь ему склонить мнение высших кругов к выгоде России.
Однако в герцогстве Баденском Феликс Казимирович прослужил менее года. Он умер скоропостижно 4 января 1871 года, в Штутгарте, когда война ещё не закончилась. Через двадцать дней ему исполнилось бы всего 37 лет.

## Семья

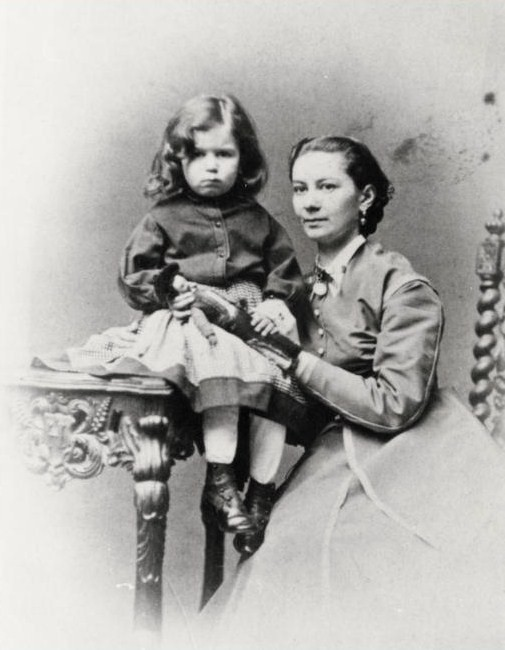
Баронесса Ольга Михайловна с сыном Александром (1872)

Жена (с 1857) — княжна Ольга Михайловна Горчакова (29.09.1837—11.03.1926), фрейлина двора (с 1855), дочь князя Михаила Дмитриевича Горчакова (1792—1861) от брака с Агафоклеей Николаевной Бахметевой (1802—1888). Ольга Мейендорф была известна в обществе своей близкой дружбой со знаменитым композитором Ференцем Листом, с которым познакомилась в 1863 году в Риме. Лист находил её талантливой пианисткой и посвятил ей два своих «Забытых вальса» и «Экспромт».
После смерти мужа она поселилась с детьми в Веймаре, где жил Лист, и была его музой в течение последних шестнадцати лет его жизни. Их переписка долгое время хранилась в семейном архиве и была опубликована в Вашингтоне в 1979 году. В Веймаре баронесса Мейендорф была активной участницей музыкальной жизни города, принимала участие в организации концертов и выступлений Вагнера. По словам современницы, «надменная баронесса Мейендорф имела вид женщины с историей, среднего роста, немного худощавая, но чрезвычайно изящная. Она была всегда одета в чёрное, совершенно небрежное платье, которое впрочем совсем не скрывало её врожденной элегантности. Лицо имела бледное, волосы тёмные. При первом знакомстве она производила впечатление женщины холодной, но в то же время огненной. Люциферова гордость и высокомерие баронессы задевали весь Веймар, и в городе никогда не переставали говорить о ней. Я часто встречала её на прогулке в парке в окружении её четырех сыновей, которые по её словам, были один красивее другого. Они имели такие романтические лица! Темные глаза и темные вьющиеся волосы. Старшему было четырнадцать, а младшему пять».
Скончалась в 1926 году в Риме.
В браке родились:
- Пётр (09.12.1858, Штутгарт; † 1918, Копенгаген)
- Михаил (03.01.1861, Штутгарт; † 1941, Копенгаген)
- Климент (18.11.1863, Рим; † 1885, покончил с собой, С.-Петербург)
- Александр (1869, Баден-Баден; † 1964, Лондон)

## Сочинения
Установлено авторство Феликса Мейендорфа в двух работах, изданных анонимно:
- «Trois semaines en yacht sur les côtes d’Italie. Paris, Lacroix, 1868» (фр. «Три недели на яхте вдоль берегов Италии») — авторство удалось установить, благодаря найденной среди бумаг Феликса Казимировича, хранящихся в государственном архиве, рукописи данного издания[8]. Сличение рукописи с изданием позволяет судить об осторожности автора, заметно отредактировавшего текст с целью сгладить излишний индивидуализм и изъять упоминания лиц, малейшим образом связанных с выполнением им своей дипломатической миссии[1].
- «Lettre à Mr. Samarine sur ses brochures „Окраины России“, Baden-Baden, 1868» (фр. «Письмо г-ну Ю. Самарину о его брошюре „Окраины России“») — В письме содержались возражения известному славянофилу, Юрию Фёдоровичу Самарину, по так называемому «Остзейскому вопросу»: в конце 60-х годов славянофилы стали критиковать Правительство за невнятную национальную политику в Прибалтике, ведущую, по их мнению, к нежелательной германизации этих «окраин» — с очевидными политическими последствиями в ближайшем будущем. Вопрос был пикантный, касающийся самых основ Российской Империи, интересов привилегированного правящего меньшинства, — пусть лишь в некоторой его части. И Феликс Мейендорф, как непосредственный представитель этого меньшинства, не смог удержаться от участия в полемике. В свою очередь Юрий Самарин, а затем и Иван Аксаков, ответили на это письмо в своей газете «Москва». Дискуссия вокруг этого письма и «Остзейского вопроса» разгоралась, и неясно, к чему могла повести. Во избежание этой неясности Правительство решило, что аксаковское издание «Москва» будет лучше закрыть[9].

Кроме указанных, исследователи упоминают оставшиеся в рукописи и хранящиеся в архиве мемуары на французском языке «Мои воспоминания о 1861 годе».